# Église de l'Assomption-de-la-Sainte-Vierge-Marie de Boudslaw
L'église de l'Assomption-de-la-Sainte-Vierge-Marie (en biélorusse : Касцёл Унебаўзяцця Найсвяцейшай Дзевы Марыі ; en polonais : Bazylika Wniebowzięcia Najświętszej Maryi Panny w Budsławiu) est une église paroissiale catholique du village de Boudslaw, dans le raïon de Miadzel de la voblast de Minsk, en Biélorussie. L'église est un monument de l'architecture baroque et abrite l'icône de Notre-Dame de Boudslaw (ru), largement vénérée dans le pays.
L'église est inscrite sur la liste du patrimoine mondial de l'UNESCO. La Conférence des évêques catholiques de Biélorussie lui reconnaît pour l’Église catholique le statut de sanctuaire national depuis le 2 juillet 1998.

## Historique

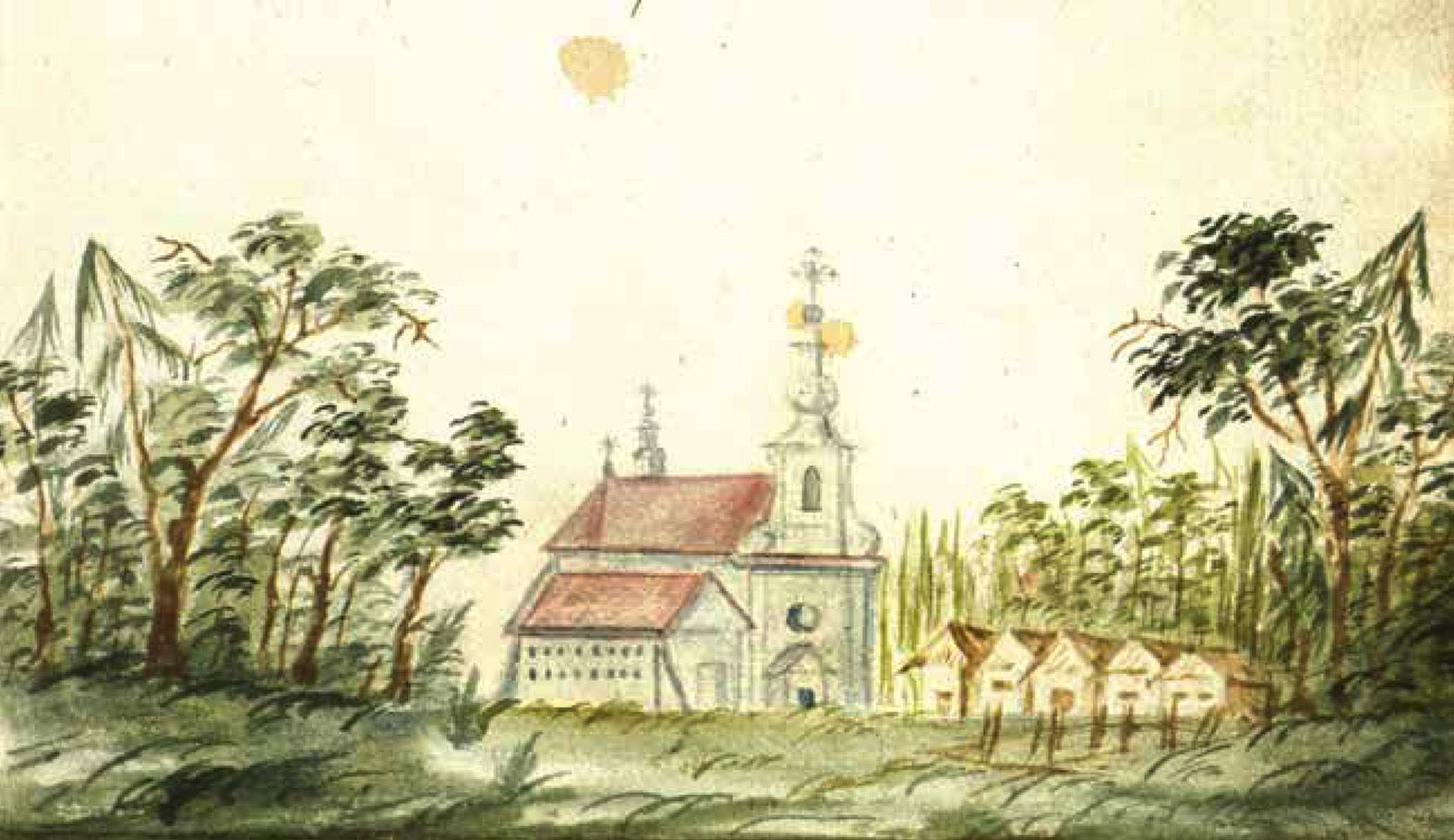
Monastère des Bernardins, 1769

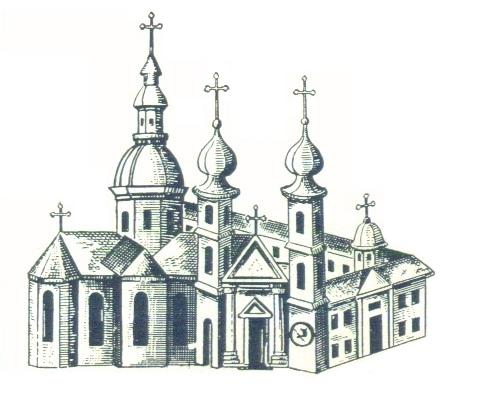
Monastère des Bernardins, une carte pictographique du XVIIIe siècle

L'église a été mentionnée pour la première fois en 1504, lorsque le grand-duc Alexandre a accordé aux Bernardins de Vilnius 6 000 morgen (en) de forêt dans la région de Minsk.
En 1591, une église de la Visitation en bois est construite. En 1598, Jan Dominikowicz Pac (pl) rapporte l'icône miraculeuse de Notre-Dame (ru), de Rome (cadeau du pape Clément VIII). Elle est transférée à l'église de Boudslaw en 1613.
En 1643, une nouvelle église est construite grâce à l'argent donné par Janusz Kiszka. Selon les annuaires du monastère, c'est le tailleur de pierre allemand de Polotsk Andreas Kromer qui a dirigé la construction. Un autre maître, Peter Gramel, a réalisé un autel à deux niveaux. Pendant la guerre russo-polonaise de 1654 à 1667, la précieuse icône est évacuée à Sokółka et restituée à l'église dans les années 1670. Environ 16 moines vivent alors à proximité de l'église.
En 1750, la mécène Varvara Skorulska fait don d'argent pour construire de nouveaux logements pour les moines. La construction d'une nouvelle église en pierre débute le 29 juin 1767 ; certains murs de la chapelle du XVIIe siècle sont utilisés. En 1783, l'église est consacrée en l'honneur de la Dormition de la Mère de Dieu. En 1756, une école de musique est créée au monastère, également grâce à la donation de Varvara Skorulska.
En 1771, un maître de Vilnius, Nikolaus Jantzen, crée l'orgue de l'église. Jantzen est le représentant le plus connu de l’école d’orgue baroque. Il a fabriqué des orgues uniques de 20 registres à deux claviers sans pédales, comme le dictait la mode de son époque.
Entre 1793 et 1842, le monastère abrite une école et un hôpital. Entre 1731 et 1797, on y étudie la théologie morale et la rhétorique.
Le monastère est fermé en 1852. Certains de ses moines participent au soulèvement de 1863-64. L’église, cependant, est restée en activité. Selon les annuaires, divers prêtres ont servi les messes jusqu'en 1937, puis entre 1954 et 1966.
La maison du curé du XIXe siècle est conservée à proximité du temple.

## Basilique mineure
Le pape Jean-Paul II a publié un décret pontifical Inter Parœciales Aedes qui a élevé le sanctuaire au statut de basilique mineure le 13 juin 1993. Le 7 juin 1995, l'icône de Notre-Dame reçoit un décret pontifical de couronnement. Celui-ci a lieu en 1998.
L'orgue, unique en son genre et doté d'un autographe du maître facteur, est encore conservé dans l'église ; seuls deux registres ont été perdus au cours des siècles.
Le 11 mai 2021, un incendie se déclare dans l'église et détruit sa toiture,. Les voûtes ont également été considérablement endommagées,.

## Architecture
L'église est une basilique à trois nefs et à deux tours sans abside avec un transept. La façade principale comporte deux tours sur les côtés et est richement ornée de pilastres et de colonnes engagées (en).
L'intérieur est couvert de voûtes en berceau. Une coupole sphérique est située à l'intersection de la nef principale et du transept. Dans la chapelle Sainte-Barbe se trouve l'autel en bois sculpté de l'Annonciation de la Bienheureuse Vierge Marie (vers 1643). Il est considéré comme l’un des monuments du début du baroque les plus remarquables de Biélorussie. Les côtés arrière de l'autel sont résolus en une colonnade corinthienne, qui sert de décor à vingt sculptures. Les excellentes fresques de l'église ont survécu jusqu'à nos jours sans modifications ultérieures.